# 佐田の海貴士
佐田の海 貴士（さだのうみ たかし、1987年5月11日 - ）は、熊本県熊本市（現：熊本市東区）出身で境川部屋所属の現役大相撲力士。本名は松村 要（まつむら かなめ）。身長182cm、体重143kg、血液型はO型。得意手は右四つ・寄り・上手投げ。最高位は西前頭筆頭（2015年7月場所）。

## 来歴
1980年代に速攻相撲で活躍した出羽海部屋所属の元小結・佐田の海の長男として生まれる。幼稚園の頃からすでに力士を志していたようであり、授業で「お相撲さんになる」と将来の夢を書いたこともある。父が協会を退職したことをきっかけに小学校6年の1999年12月から中学校2年の2002年1月まで愛知県の犬山市で育ち、犬山市立城東中学校に通った。父からは「勉強はしなくていいから、何でも好きなことをやれ」と言われ、松村は野球に打ち込んでいたが、その代わり父は経験のない状態で大相撲に進んでもらうためにあえて相撲のアマチュア経験は積ませなかった。「勉強はしなくてもいい」と言われたのにもかかわらず、小学3年生か4年生の時にオール5の通知表をもらったことがある。
父の現役時代に憧れて、中学卒業と同時に、父の弟弟子である13代境川（元小結・両国）が師匠を務める境川部屋に入門し、2003年3月場所で初土俵を踏んだ。境川部屋を選んだ理由は、父から「男を磨くならこの部屋だ」と勧められたことであり、本人はてっきり父の所属していた部屋である出羽海部屋に入門するのだと思い込んでいたという。2004年1月場所から父親の現役時代と同じ「佐田の海」の四股名を名乗る。本人はこの四股名を襲名したことについて「入門してみて『佐田の海』を名乗るのは恐れ多いと思いましたが、1年目の九州場所の時に境川から『今場所は勝ち越しても負け越しても来場所から佐田の海で行くぞ、親父さんには俺から言っておくから』と言われ、最初は『顔じゃない』と遠慮したんですが、この世界は師匠の言うことは絶対なんで」と話している。
軽量のため苦労したが、2007年11月場所で三段目優勝を果たして頭角を現すと、翌2008年1月場所に幕下に昇進。その後は幕下中位に定着し、2010年1月場所において幕下優勝を飾った。翌3月場所は自己最高位となる西幕下2枚目の地位で3勝4敗と負け越したものの、十両の土俵に上がり同郷の白乃波から勝利を挙げた。続く5月場所では東幕下5枚目の地位で5勝2敗と勝ち越し、場所後の番付編成会議にて同年7月場所における新十両昇進が決定、栃東知頼とその次男で1996年5月場所で新十両へ昇進した栃東大裕の例以来14年ぶりとなる史上9組目の親子関取となった。
十両昇進後は8場所十両に定着したが、2011年9月場所千秋楽の取組で右足首を脱臼骨折し、手術を受けて翌11月場所を全休して十両から陥落。本人はこのケガについて後に「その年は1回も勝ち越してなく、しかもその場所も7勝7敗だったんで絶対に勝ち越したい気持ちが強かったんですね。寄り倒されたんですけど最後まで諦めたくなくて、無理な体勢で残そうとしてけがをしました」と振り返っている。幕下に下がっても十両復帰目前まで来ては負け越しが続き、2年間も幕下で低迷した。幕下陥落時には豪栄道の付け人やちゃんこ番を務める生活を送り「1年以上も関取だっただけにつらかった」というが、「ちゃんとやっていれば部屋の強い力士に追いつける。心配するな」と父に励まされて再起を図った。中学生のときにビデオで見た父の取り口も思い出しながら「下がりながらの投げ技が足首に負担をかけていた」と分析し、稽古を重ねて出足を重視した相撲を磨き上げていった。2013年3月場所には左目の眼底骨折に見舞われ、医者からも「完璧に治ることはない。もし相撲を続けるなら、二重に見えることが当たり前と思って取るしかない」と言われるほどの重症であったため本人も「これは相撲どころではない」「相撲を辞めて、何の仕事に就こうか」と思ったが、意外にも手術が上手くいったため現役続行を選んだ。境川からも「頑張っていればチャンスは絶対にくる」と激励されたことや、知り合いに再就職の紹介を頼んだ際に「バカヤロー、そんな中途半端な奴に紹介できる仕事なんかないよ」と言われたことも現役続行につながった。同年11月場所で東幕下5枚目の地位で4勝3敗と勝ち越し、通常ならば十両昇進は難しいが阿覧の引退と十両から幕下に降格する力士の数が多かったため、翌2014年1月場所で13場所ぶりに十両に復帰することが決定し、西十両13枚目の地位で土俵に上がることとなった。
2014年1月場所は9日目に勝ち越しを決め、2日目から10連勝するなど好調であり、11勝4敗の好成績を挙げた。翌3月場所は自己最高位を西十両4枚目まで更新し、その場所は11日目に勝ち越しを果たすなど好調だったがその後4連敗し、最終的には8勝7敗となった。翌5月場所では初土俵から所要66場所で新入幕を果たし、これにより父と自身が史上8組目の親子幕内となった。
幕内昇進会見では「父を超えることが親孝行。どんどん番付を上げる」と意欲を語り、境川は「お父さんから15歳の彼を預かった時から、男の約束だった。けがしても地道に稽古していた。相撲の神様が見ていてくれたんだろう」と感慨深げに話していた。父も「他の新弟子なら一目でものになるか分かるが、自分の息子となると……。だからこそ育ててくれた親方に感謝している」と息子が幕内昇進を掴んだ時期にコメントを残しており、いつも息子が掛けていた電話での助言は「もうしない。それくらい進歩したよ」と話していた。
新入幕の5月場所では、10日目に勝ち越しを決めるなど好調で、千秋楽に玉鷲を突き落としで破り10勝5敗と二桁勝利を挙げ、父と同じく新入幕で敢闘賞を受賞。親子で新入幕の場所に三賞を受賞したのは史上初めてのことである。最高位を東前頭11枚目まで更新した7月場所は6勝9敗の負け越しに終わるが、翌9月場所はわずか1枚下降の東前頭12枚目の地位を与えられ、ここで8勝7敗の勝ち越しを収めて翌11月場所は最高位を西前頭7枚目まで伸ばした。その11月場所では4日目の千代鳳戦での取りこぼし（後述）もあって7勝8敗の負け越しに甘んじた。西前頭8枚目で臨んだ翌2015年1月場所は、千秋楽に宝富士の勝ち越しと敢闘賞受賞を阻むなどの奮闘を見せ、9勝6敗と勝ち越した。自己最高位の東前頭2枚目で臨んだ翌3月場所は、上位陣の壁に跳ね返されて9日目に早々と負け越しが確定したものの、10日目から6連勝して7勝8敗で場所を終えた。5月場所は東3枚目の地位で初日に関脇・照ノ富士（この場所優勝して大関に昇進）を寄り切りで破り、4日目に横綱・日馬富士を引っ掛けで破り初金星を獲得するなど4連勝のスタートを切る。その後連敗もあり13日目まで6勝7敗の成績だったが、14日目と千秋楽に連勝して8勝をあげ上位で初めて勝ち越した。
しかし、三役目前の西前頭筆頭に番付を更新した2015年7月場所からは負け越しが続き、西前頭10枚目まで番付を下げた1年後の2016年7月場所では、中日の時点で6勝2敗と好成績であったが、9日目から6連敗を喫し、年6場所制となった1958年以降では貴ノ浪らを抜いてワーストとなる幕内7場所連続負け越しの記録を作ってしまった。千秋楽は遠藤を押し出して連敗を止め、4場所連続の7勝8敗で場所を終えた。この結果に佐田の海本人は「今場所こそと思っていたんですが。続けば続くほど、変に意識してしまう。力不足じゃないですか」とコメントを残している。翌2016年9月場所は、14日目に千代翔馬を押し出して8場所ぶりとなる勝ち越しを決め、「メチャ緊張した。勝ち越せてよかった」と安堵した様子を見せた。
場所後の9月30日、看護師の女性との婚約を発表。
2017年1月場所は12日目から給金相撲を3番連続で落とし、千秋楽は負ければ負け越して十両陥落の危機であったが、これを勝って8勝7敗と幕内残留に漕ぎ着けた。5月場所には十両に陥落したが、6月11日に挙式。9月場所は右下肢蜂窩織炎、筋膜炎で回復まで約2週間が必要と診断書を提出して休場。6日目から休場した大関照ノ富士と入れ替わりのような形で出場したが、本調子には程遠くそこから7連敗。13日目にようやく錦木相手に初日を出し、翌14日目には輝を破って何とか2勝を挙げた。翌11月場所は3場所ぶりに十両での土俵となったが、身体の状態は万全ではなく、初日から4連敗を喫するなど自身初めてとなる十両での負け越しを経験した。
2018年3月場所は持ち味の速攻相撲が冴えて初日から5連勝を記録。10日目を終えた時点で8勝2敗として豪風、水戸龍と共に優勝争いのトップに位置づけた。11日目に3敗目を喫したものの、同日に他の2人も負けてトップを維持すると、そこから連勝で13日目を終えた時点で10勝3敗として優勝争いの単独トップとなった。しかし14日目に大翔鵬に敗れて4敗目を喫し、琴恵光、明瀬山に同率で並ばれた。それでも千秋楽に誉富士を破って11勝4敗とすると、十両優勝決定戦では同じく11勝4敗となった明瀬山を寄り切りで破って自身初となる十両優勝を達成した。5月場所から9月場所までは幕内で3場所連続で勝ち越しとなり、幕内連続勝ち越しの自己記録は9月場所で3まで伸ばした。
2019年3月場所は7日目まで3勝4敗と一進一退であったが、そこから連敗して11日目に負け越しを確定させた。この場所は落ちる相撲が比較的多く、負け越しが確定した11日目までに叩き込みで2番、引き落としで1番負けている。12月4日の冬巡業人吉場所では「まだ若手のつもり。三役に上がりたいと思ってやっている。ここ数年そこしか見てない」と今後も新三役を目指すことを宣言した。
2021年11月場所は、3日目に十両の土俵を含めて8連敗中の相手であった千代丸と対戦。引き技を食うことを覚悟した前進で寄り切りに仕留め、対千代丸戦の連敗を8でストップさせた。12日目に勝ち越しを果たし、自身初の九州場所での幕内勝ち越しを記録。勝ち越しに際し「何年も続けて負け越していたので勝ててよかったです」とコメントを残した。2022年5月場所は好調で、11日目に勝ち越しを確定させた。13日目終了時点で3敗で照ノ富士、隆の勝と並んでトップタイに躍り出た。14日目に4敗目を喫して事実上優勝争いから脱落したが、千秋楽の取組結果を待たずして自身2度目にして8年ぶりの敢闘賞を受賞。この場所は幕内で自身最高となる11勝4敗の好成績を挙げた。
番付を一気に西前頭5枚目まで上げた翌7月場所では、10日目に実に7年ぶりとなる横綱戦、照ノ富士戦で一方的に寄り切られ負け越しが決まるもそこから5連勝し、7勝8敗にまで持ち直した。番付が据え置きとなった翌9月場所、関脇・豊昇龍や大関・御嶽海を破るなど久々に上位で存在感を見せ、千秋楽の若隆景戦では敗れて二桁の白星は逃したが9勝6敗の勝ち越し、ご当所の九州場所を初めて上位の対戦圏内で迎えることとなったと思われたが、その11月場所はわずか1枚上昇の西前頭4枚目に甘んじた上に、小結以上に10人が名前を連ねる番付となったため「休場人数次第であるいは」程度となった。実際は1小結3関脇1大関との対戦となり、東小結2枚目の翔猿と大関の正代からの白星を含めた8勝7敗の勝ち越し。2023年9月場所は12日目に7敗目を喫して負け越しまで後がなくなったが、千秋楽まで3連勝して8勝7敗の勝ち越し。5場所ぶりの勝ち越しとなったが、白星を奪った力士は全員この場所を負け越しており、力の衰えを感じさせる場所となった。
2024年に入り、1月場所で6勝9敗と負け越した後、3月、5月と2場所連続で勝ち越したが、7、9月と2場所連続で負け越し、西前頭12枚目で迎えたご当地11月場所では5日目時点で3勝2敗と白星先行の後6日目からの7連敗が響き4勝11敗に終わる。
東筆頭ながら2021年9月場所以来20場所ぶりの十両となった2025年1月場所は14日目に勝ち越しを決め1場所で幕内に復帰した。5月場所では3年ぶりに二桁勝利を挙げ、3回目となる敢闘賞を受賞した。38歳14日での三賞受賞は史上4位の高齢記録である。

## 取り口
基本的に父と同じく右四つになって寄る速攻相撲を得意とし、立合いも真っ向勝負が多い。本人曰く、立合いのスピードは父に及ばないが、父よりも手足が長いので父から『お前には俺にはない投げがある』と評されている。新入幕会見では境川が佐田の海が昇進を掴んだ取り口について「投げも出ながらになり一つ一つの技の思い切りがよくなった」と証言している。しかし相撲が一本調子になりがちであり、父からも「相手を弾いて距離を作らないと。一発、二発、突き放してそこから中に入って行くことができれば、横綱・大関陣に対してひょっとしたら、というのが出てくるかもしれない。今は当たってすぐ懐に入ろうとするから、大きな相手には引っ張り込まれてしまう。しかも軽いから勝てない相手には全く勝てない」と評されている。速攻が得意である一方土俵際での粘りも強く、2015年の幕内で物言いがついた取組49番のうち6回が自身の取組であるという記録を持っていることから、「行司泣かせ」の異名を持つ。本人はこの土俵際での粘りについて「攻めて物言いがつくのはツメが甘いから。土俵際で逆転するのは下がっているから。下がっちゃうのは入門したときからの癖」と反省の言葉を並べている。2016年11月場所前の座談会では中立から「どういう相撲を取りたいのか、いろんなことをやるでしょ。立ち合いで当たって中にもぐりたいのか、上手を取りたいのか。どれか一つ、これというのを決めてもらいたいなと思っているんだけど」と半端相撲を指摘されており、同時に「ちょっと圧力をかけられると横に飛ぼうとするから、辛抱がないんだよね」と厳しいコメントを出されている。30代に入ってからは調子の悪い場所で引き技に沈む場面が目立つようになった。普段は四つ一辺倒だが、2019年5月場所9日目の千代翔馬戦のように露骨に諸手突きで張り差しに対処して白星を収めたケースもある。この日のNHK大相撲中継で解説を務めた13代粂川によると「普段は諸手突きなどやらない」とのこと。部屋の厳しい稽古によって足の裏の感覚が鍛えられており、2022年5月場所7日目に碧山を破ってこの場所の全勝を消滅させた後に「立っているだけで、足の裏全体で土俵をつかむというより、包んでくれている感覚。『親指に力を入れて相撲を取れ』と入門したときから言われていることだが、よりよい感覚が今つかめている。すごく（土俵に）なじんでいる」と語っている。基本的に左四つになることはなく、2024年5月場所13日目に左四つの相撲で勝った際は、対戦相手の時疾風が意外の感を口にしている。2024年7月場所中のNHK大相撲中継テレビ解説では、師匠が「ちょっとお坊ちゃんすぎますよね」と安易に組む攻めっ気の弱い相撲を批判していた。

## 人物・エピソード

### 初土俵同期
- 初土俵の同期には、富士東の他、自身と同じく二世力士である竜勢（元関脇・多賀竜の長男）がいる。

### 取組関連
- 2011年5月技量審査場所8日目には東十両8枚目の地位でありながら中入り後の取組に出場し、西前頭14枚目の栃乃洋と対戦した。これは、大相撲八百長問題を受けてその場所の十両のうち10人が土俵を追われ、この場所の番付に同じ境川部屋の現役十両力士4人の名前（佐田の富士、寶智山、城ノ龍、そして自身）が載っていた関係上こうした割が組まれた。
- 2014年5月場所4日目から6日目にかけて3日連続で外掛けによる白星を得た[32]。
- 2014年11月場所4日目の千代鳳戦で髷掴みを指摘され、故意であるか否かという協議を経ることなく髷を掴んだこと自体を理由に反則負けとなった。これにより同年10月に改定された新しい公認勝負規則で厳しく取ることになった髷つかみによる反則を取られた初の力士となった[33]。この場所以前までは「頭髪を故意につかむこと」と規定されていた。
- 2022年7月場所初日の碧山戦で物言いの付く取組で軍配通りの判定となった(叩き込みで黒星)[34]。

### 部屋での人間関係
- 髷結いは父や師匠の古巣・出羽海部屋の特等床山・床安（2015年7月停年）が担当していた。父の髷結いも担当していた縁で、師匠が「親子2代で結ってよ。」と依頼したという[35]。

### 化粧廻し・タニマチ
- 新入幕を果たした2014年5月場所より、土俵入りの際には熊本県PRキャラクターであるくまモンが描かれた化粧まわしを締めている[36][37]。

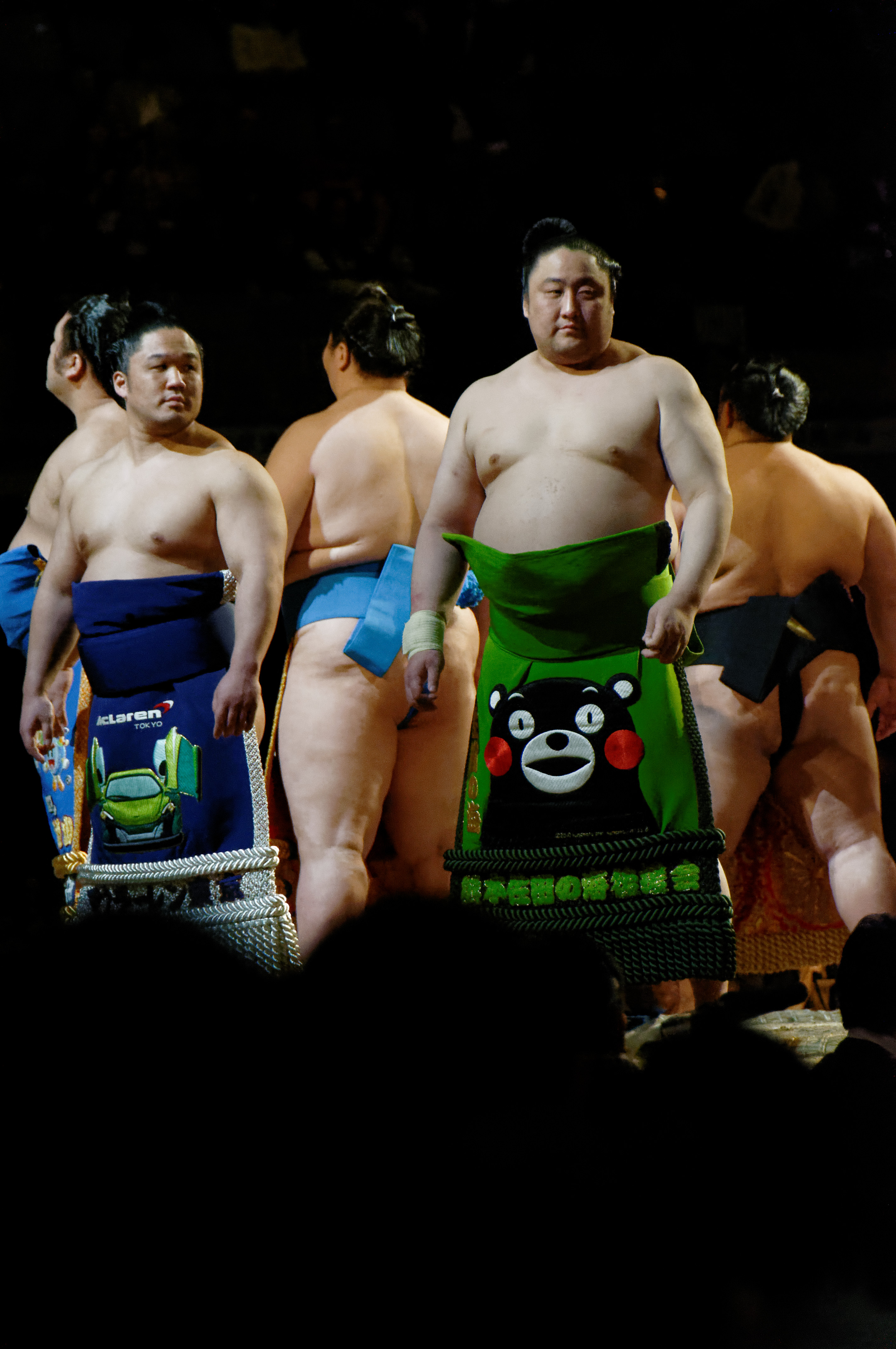
くまモンが描かれた化粧まわしを締める佐田の海（2017年4月 春巡業「川崎場所」より）

- 火消が描かれた化粧廻しを持っている[38]。

### 角界外部との人間関係
- 幼稚園・小学校時代はモデルで千代の富士の次女である秋元梢の同級生であった。2016年に千代の富士が他界し、その弔問に訪れた際は「梢ちゃんと十数年ぶりに会いました。当時、親方は運動会にも来たりしていた。入門後は一度だけ『（父で元小結）佐田の海の息子か』と言われたのを覚えています」とコメント[39]。
- 村上宗隆とは自身と同じく熊本市東区出身[40]。

### 趣味・嗜好
- 東京ヤクルトスワローズの大ファン[41]。2015年のセントラル・リーグ優勝決定の瞬間も明治神宮野球場で生観戦している[42]。好きなYouTubeチャンネルも『フルタの方程式』[43]。
- 協会公式プロフィールによると、好きな歌手はサザンオールスターズ、好きな漫画はのたり松太郎[43]。

### 身体関連
- 2013年3月場所で左目の眼底骨折に見舞われたため角膜に持病があり、手術のリスクを避けて就寝時に角膜の形を矯正するハードコンタクトレンズを使用している。これはレスリングで五輪3連覇を果たした吉田沙保里も活用している視力矯正法であり、普段0.07しかない視力も一晩コンタクトを使用すると次の日は一日中0.8から1.0まで回復するという[44]。

### 角界OBとの人間関係
- 大師匠の9代出羽海こと元横綱・佐田の山とは子供の頃から面識があり、佐田の山が死去した際には「小学生の時に抱っこをしてもらった写真は宝物」としみじみと語った[45]。

## 主な成績
2025年7月場所終了現在

### 通算成績
- 通算成績：753勝765敗22休（133場所）
- 通算勝率：.496
- 幕内成績：405勝460敗5休（58場所）
- 幕内勝率：.468

### 三賞・金星
- 三賞：3回
  - 敢闘賞：3回（2014年5月場所、2022年5月場所、2025年5月場所）
- 金星：1個

　・日馬富士：1個（2015年5月場所）

### 各段優勝
- 十両優勝：1回（2018年3月場所）
- 幕下優勝：1回（2010年1月場所）
- 三段目優勝：1回（2007年11月場所）

### 場所別成績
| | 一月場所 初場所（東京） | 三月場所 春場所（大阪） | 五月場所 夏場所（東京） | 七月場所 名古屋場所（愛知） | 九月場所 秋場所（東京） | 十一月場所 九州場所（福岡） |
| --- | ----------------------- | ----------------------- | ----------------------- | --------------------------- | ----------------------- | --------------------------- |
| 2003年 （平成15年） | x                       | （前相撲）              | 西序ノ口27枚目 3–4      | 西序ノ口12枚目 4–3          | 東序二段100枚目 2–5     | 西序ノ口10枚目 5–2          |
| 2004年 （平成16年） | 東序二段67枚目 2–5      | 西序二段91枚目 3–4      | 東序二段109枚目 5–2     | 東序二段65枚目 4–3          | 東序二段42枚目 3–4      | 西序二段61枚目 4–3          |
| 2005年 （平成17年） | 西序二段36枚目 6–1      | 西三段目70枚目 4–3      | 西三段目53枚目 1–6      | 東三段目84枚目 5–2          | 西三段目52枚目 3–4      | 西三段目69枚目 2–5          |
| 2006年 （平成18年） | 東三段目96枚目 5–2      | 東三段目63枚目 3–4      | 東三段目78枚目 5–2      | 東三段目44枚目 5–2          | 東三段目16枚目 3–4      | 西三段目30枚目 3–4          |
| 2007年 （平成19年） | 東三段目46枚目 5–2      | 東三段目20枚目 4–3      | 西三段目7枚目 1–6       | 東三段目39枚目 2–5          | 西三段目64枚目 4–3      | 東三段目44枚目 優勝 7–0     |
| 2008年 （平成20年） | 東幕下27枚目 4–3        | 東幕下20枚目 2–5        | 東幕下34枚目 5–2        | 東幕下24枚目 4–3            | 東幕下20枚目 1–6        | 西幕下44枚目 5–2            |
| 2009年 （平成21年） | 西幕下29枚目 3–4        | 東幕下38枚目 4–3        | 東幕下31枚目 4–3        | 西幕下25枚目 3–4            | 西幕下32枚目 3–4        | 西幕下40枚目 5–2            |
| 2010年 （平成22年） | 東幕下29枚目 優勝 7–0   | 西幕下2枚目 3–4         | 東幕下5枚目 5–2         | 西十両14枚目 9–6            | 西十両5枚目 6–9         | 西十両9枚目 8–7             |
| 2011年 （平成23年） | 東十両7枚目 7–8         | 八百長問題 により中止   | 東十両8枚目 5–10        | 東十両6枚目 7–8             | 東十両8枚目 7–8         | 西十両9枚目 休場 0–0–15     |
| 2012年 （平成24年） | 東幕下8枚目 1–6         | 西幕下23枚目 5–2        | 東幕下15枚目 2–5        | 東幕下25枚目 5–2            | 東幕下17枚目 5–2        | 東幕下6枚目 4–3             |
| 2013年 （平成25年） | 西幕下筆頭 3–4          | 西幕下4枚目 2–3–2       | 東幕下12枚目 3–4        | 西幕下19枚目 4–3            | 西幕下15枚目 6–1        | 東幕下5枚目 4–3             |
| 2014年 （平成26年） | 西十両13枚目 11–4       | 西十両4枚目 8–7         | 東前頭17枚目 10–5 敢    | 東前頭11枚目 6–9            | 東前頭12枚目 8–7        | 西前頭7枚目 7–8             |
| 2015年 （平成27年） | 西前頭8枚目 9–6         | 東前頭2枚目 7–8         | 東前頭3枚目 8–7 ★       | 西前頭筆頭 6–9              | 東前頭3枚目 6–9         | 西前頭5枚目 5–10            |
| 2016年 （平成28年） | 東前頭9枚目 7–8         | 西前頭9枚目 7–8         | 東前頭10枚目 7–8        | 西前頭10枚目 7–8            | 西前頭10枚目 8–7        | 東前頭8枚目 3–12            |
| 2017年 （平成29年） | 西前頭15枚目 8–7        | 東前頭12枚目 4–11       | 東十両筆頭 9–6          | 東前頭14枚目 8–7            | 西前頭12枚目 2–8–5      | 東十両5枚目 6–9             |
| 2018年 （平成30年） | 東十両7枚目 9–6         | 東十両4枚目 優勝 11–4   | 東前頭14枚目 8–7        | 東前頭12枚目 8–7            | 東前頭11枚目 8–7        | 東前頭10枚目 7–8            |
| 2019年 （平成31年 /令和元年） | 東前頭11枚目 9–6        | 東前頭9枚目 5–10        | 西前頭13枚目 7–8        | 西前頭13枚目 9–6            | 東前頭10枚目 8–7        | 西前頭8枚目 7–8             |
| 2020年 （令和2年） | 東前頭10枚目 7–8        | 東前頭10枚目 6–9        | 感染症拡大 により中止   | 東前頭12枚目 8–7            | 東前頭10枚目 7–8        | 東前頭11枚目 5–10           |
| 2021年 （令和3年） | 東前頭17枚目 5–10       | 西十両4枚目 6–9         | 西十両6枚目 6–9         | 西十両8枚目 9–6             | 西十両3枚目 10–5        | 西前頭16枚目 9–6            |
| 2022年 （令和4年） | 東前頭11枚目 8–7        | 西前頭8枚目 5–10        | 西前頭12枚目 11–4 敢    | 西前頭5枚目 7–8             | 西前頭5枚目 9–6         | 西前頭4枚目 8–7             |
| 2023年 （令和5年） | 西前頭4枚目 6–9         | 西前頭6枚目 6–9         | 東前頭8枚目 7–8         | 東前頭8枚目 5–10            | 西前頭12枚目 8–7        | 東前頭11枚目 8–7            |
| 2024年 （令和6年） | 西前頭10枚目 6–9        | 西前頭11枚目 8–7        | 東前頭11枚目 9–6        | 西前頭7枚目 5–10            | 東前頭11枚目 7–8        | 西前頭12枚目 4–11           |
| 2025年 （令和7年） | 東十両筆頭 9–6          | 西前頭15枚目 8–7        | 西前頭13枚目 10–5 敢    | 東前頭8枚目 4–11            | x                       | x                           |
| 各欄の数字は、「勝ち-負け-休場」を示す。 優勝 引退 休場 十両 幕下 三賞：敢=敢闘賞、殊=殊勲賞、技=技能賞 その他：★=金星 番付階級：幕内 - 十両 - 幕下 - 三段目 - 序二段 - 序ノ口 幕内序列：横綱 - 大関 - 関脇 - 小結 - 前頭（「#数字」は各位内の序列） |                         |                         |                         |                             |                         |                             |

## 合い口
2025年7月場所終了現在
- 横綱・豊昇龍には3勝4敗。豊昇龍が大関に昇進する前の対戦成績である。
- 横綱・大の里には1敗。大の里が大関に昇進する前の対戦成績である。
- 大関・琴櫻には1勝4敗。 琴櫻が大関に昇進する前の対戦成績である。
- 元大関・髙安には1勝8敗。髙安の大関在位中は対戦なし。
- 元大関・朝乃山には2勝6敗。
- 元大関・正代には3勝5敗。正代の大関在位中は1勝。
- 元大関・御嶽海には4勝7敗。御嶽海の大関在位中は1勝。
- 元大関・霧島には3敗。霧島が大関に昇進する前の対戦成績である。

引退力士(横綱・大関)
- 元横綱・白鵬には3敗。
- 元横綱・日馬富士には1勝1敗。
- 元横綱・鶴竜には2敗。
- 元横綱・稀勢の里には4敗。稀勢の里が大関在位中の対戦成績である。
- 元横綱・照ノ富士には1勝5敗。
- 元大関・琴奨菊には5勝5敗。琴奨菊が大関在位中は1勝3敗。
- 元大関・栃ノ心には6勝7敗。栃ノ心の大関在位中は対戦なし。
- 元大関・貴景勝には4敗。貴景勝の大関在位中は1敗。

### 幕内対戦成績
| 力士名   | 勝数 | 負数 | 力士名   | 勝数 | 負数 | 力士名   | 勝数  | 負数 | 力士名   | 勝数 | 負数 |
| -------- | ---- | ---- | -------- | ---- | ---- | -------- | ----- | ---- | -------- | ---- | ---- |
| 碧山     | 12   | 10   | 安青錦   | 0    | 2    | 明瀬山   | 1     | 1    | 天空海   | 2    | 2    |
| 朝紅龍   | 0    | 4    | 朝乃山   | 2    | 6    | 東龍     | 4     | 0    | 熱海富士 | 3    | 2    |
| 阿炎     | 1    | 4    | 安美錦   | 3    | 4    | 阿夢露   | 5     | 1    | 荒鷲     | 6    | 4    |
| 勢       | 5    | 3    | 石浦     | 6    | 8    | 逸ノ城   | 6     | 7    | 一山本   | 4    | 6    |
| 宇良     | 0    | 4    | 遠藤     | 8    | 11   | 炎鵬     | 4     | 2    | 欧勝馬   | 1    | 2    |
| 阿武剋   | 0    | 2    | 阿武咲   | 3    | 10   | 王鵬     | 6     | 5    | 大砂嵐   | 2    | 3    |
| 大の里   | 0    | 1    | 隠岐の海 | 5    | 12   | 魁聖     | 9     | 6    | 臥牙丸   | 5    | 4    |
| 鏡桜     | 2    | 0    | 輝       | 12   | 8    | 鶴竜     | 0     | 2    | 嘉陽     | 0    | 1    |
| 稀勢の里 | 0    | 4    | 北太樹   | 4    | 2    | 北の若   | 2     | 1    | 北磻磨   | 1    | 0    |
| 旭秀鵬   | 5    | 6    | 旭大星   | 1    | 1    | 旭天鵬   | 0     | 2    | 霧馬山   | 0    | 3    |
| 金峰山   | 4    | 4    | 荒篤山   | 1    | 0    | 豪ノ山   | 0     | 1    | 琴恵光   | 6    | 10   |
| 琴ノ若   | 1    | 4    | 琴奨菊   | 5    | 5    | 琴勝峰   | 6     | 6    | 琴勇輝   | 5    | 5    |
| 獅司     | 0    | 1    | 島津海   | 1    | 1    | 志摩ノ海 | 7     | 3    | 常幸龍   | 2    | 2    |
| 正代     | 3    | 6    | 湘南乃海 | 3    | 3    | 松鳳山   | 6     | 8    | 白熊     | 2    | 0    |
| 蒼国来   | 2    | 6    | 大奄美   | 4(1) | 0    | 大栄翔   | 3     | 8    | 大翔鵬   | 3    | 1    |
| 大翔丸   | 7    | 4    | 貴景勝   | 0    | 4    | 貴源治   | 2     | 0    | 貴ノ岩   | 3    | 3    |
| 隆の勝   | 6    | 7    | 髙安     | 1    | 8    | 宝富士   | 8     | 15   | 豪風     | 4    | 5    |
| 尊富士   | 0    | 2    | 玉正鳳   | 1    | 0    | 玉鷲     | 15    | 8    | 美ノ海   | 1    | 6    |
| 千代鳳   | 6(1) | 4    | 千代翔馬 | 8    | 8    | 千代大龍 | 10(1) | 7    | 千代皇   | 2    | 0    |
| 千代の国 | 4    | 5    | 千代丸   | 6    | 11   | 剣翔     | 0     | 7    | 照強     | 5    | 2    |
| 照ノ富士 | 1    | 5    | 東白龍   | 0    | 1    | 時天空   | 3     | 1    | 時疾風   | 2    | 2    |
| 德勝龍   | 7    | 8    | 栃煌山   | 7    | 5    | 栃大海   | 1     | 0    | 栃ノ心   | 6    | 7    |
| 栃乃若   | 2    | 0    | 翔猿     | 6    | 3    | 友風     | 2     | 2    | 豊ノ島   | 3    | 2    |
| 錦木     | 9    | 12   | 錦富士   | 5    | 5    | 白鵬     | 0     | 3    | 日馬富士 | 1    | 1    |
| 英乃海   | 2    | 2    | 武将山   | 3    | 1    | 豊昇龍   | 3     | 4    | 北青鵬   | 0    | 2    |
| 北勝富士 | 7    | 6    | 誉富士   | 4    | 0    | 舛ノ山   | 1     | 0    | 御嶽海   | 4    | 7    |
| 水戸龍   | 1    | 0    | 翠富士   | 3    | 6    | 明生     | 5     | 10   | 矢後     | 3    | 0    |
| 豊山     | 6    | 7    | 嘉風     | 2    | 3    | 竜電     | 10    | 9    | 狼雅     | 3    | 1    |
| 若隆景   | 1    | 4    | 若元春   | 3    | 3    |          |       |      |          |      |      |

(カッコ内は勝数、負数の中に占める不戦勝、不戦敗の数。太字は2025年7月場所終了現在、現役力士)

## 改名歴
- 松村 要（まつむら かなめ）2003年3月場所
- 松村 満徳（まつむら みつのり）2003年5月場所-2003年11月場所
- 佐田の海 要（さだのうみ かなめ）2004年1月場所-2013年5月場所
- 佐田の海 貴士（さだのうみ たかし）2013年7月場所-